# 와롱성

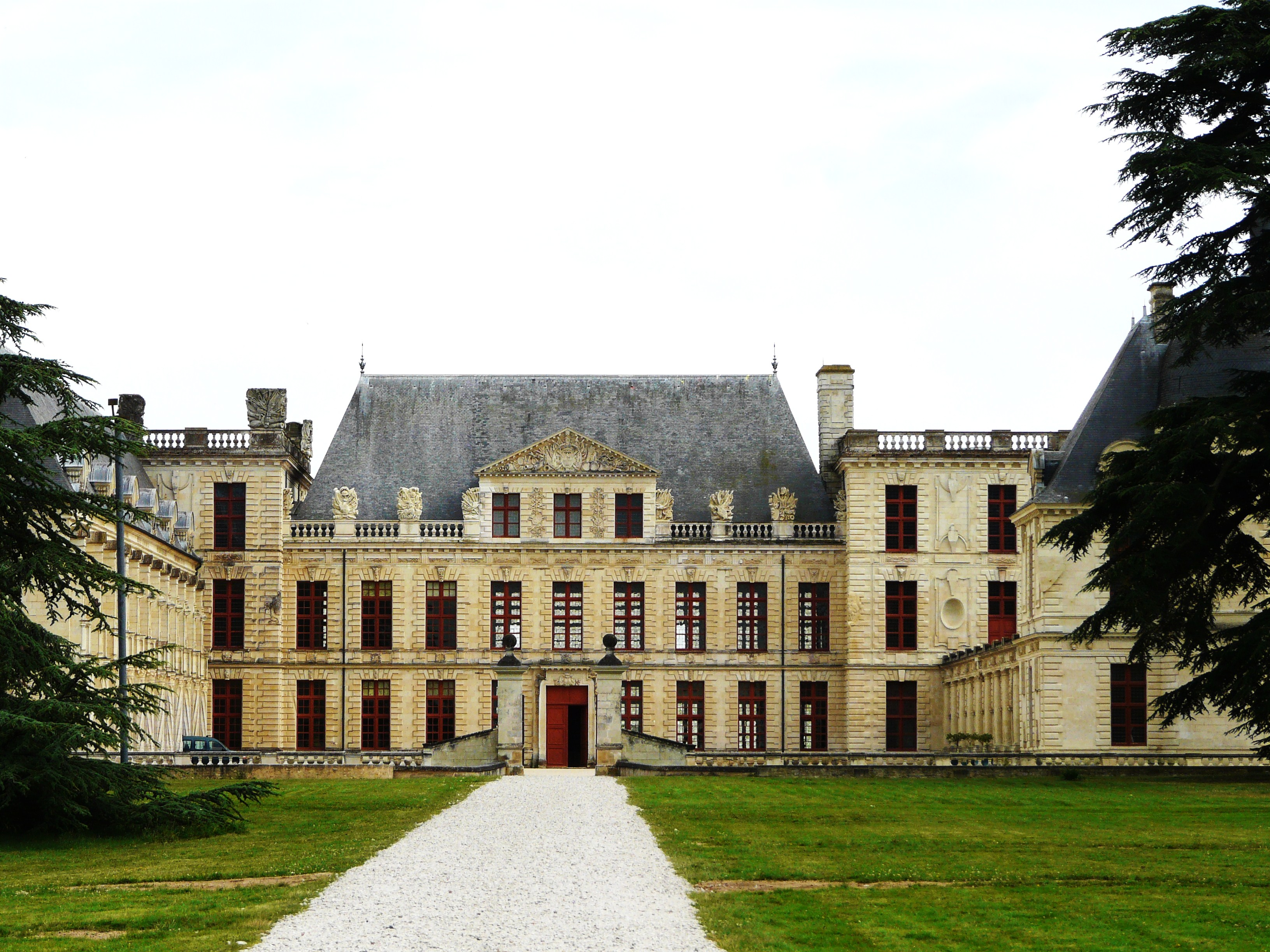

와롱성(프랑스어: Château de Oiron)은 프랑스 서부, 되세브르주의 와롱에 위치한 성이다. 샤를 페로의 동화, 장화신은 고양이의 배경이 되었으며, 루이 14세의 정부인 몽테스팡 부인이 살던 곳이기도 하다.

## 역사
이곳의 기원은 15세기 프랑스를 지배하려는 영국군과의 전쟁에서 유래된다. 샤를 7세는 이 와롱의 영토와 대삼림을 기욤 구피에에게 하사하였고, 그는 Touraine의 지배관이 되었다. 오늘날 와롱은 루아르 계곡의 성들에서 차로 가까운 거리에 있지만, 15세기에는 궁정 권좌로부터 멀리 떨어져있다고 여겨졌다. 기욤 구피에는 이 성을 건립하였고, 그의 자손들이 개보수를 하고 확장하였다. 1551년 앙리 2세와 궁정 일원들은 카라바즈 후작 작위를 받은 클로드 구피에에게 초대객이었다. 클로드 구피에는 샤를 페로의 〈장화신은 고양이〉에 등장하는 카라바스 후작의 모델이 되었다.

## 같이 보기
- 샤를 페로의 장화신은 고양이
- 프랑스의 성 목록